# Ruhango
Ruhango – miasto w Rwandzie, w Prowincji Południowej. Według danych na rok 2008 liczy 65 685 mieszkańców.
Na terenie miasta służbę misyjną pełnią polskie Karmelitanki Dzieciątka Jezus.